# NGC 3509
NGC 3509 هو اصطدام مجري، يقع في كوكبة الأسد. اكتشف في 1786، وقد اكتشفه ويليام هيرشل.
النظام NGC 3509 أو Arp 335 هي مجرة لولبية من تصنيف المجرات هابل SA في كوكبة برج الأسد تقع على مسار الشمس [Ecliptic ]. يقدر بٌعدها بنحو 339 مليون سنة ضوئية من مجرتنا
- مجرة درب التبانة - ويبلغ قطرها حوالي 215000 سنة ضوئية . قسم العالم الفلكي هالتون آرب كتالوج المجرات الغير عادية إلى مجموعات بناءً على معايير مورفولوجية (أشكالها) بحتة. تنتمي هذه المجرة إلى فئة "مختلفة " (كتالوج Arp).
تم اكتشاف هذاالنظام في 30 ديسمبر 1786 من قبل عالم الفلك ويليام هيرشل من خلال تلسكوبه 18.7 بوصة.

## من خصائصها
تم إدراج NGC 3509 في أطلس المجرات الغريبة لهالتون آرب باسم Arp 355 كنظام مضيء واسع 5. كما يتضح من الصورة من دراسة SDSS ، فإن الذراع الحلزونية للمجرة يبتعد عنها بقوة ، مما يجعل NGC 3509 أيضًا مجرة حلزونية خاصة.
فئة اللمعان NGC 3509 هي II-III ولها خط HI1 عريض مما يعني أن بها منطقة هيدروجين I ، ذات أشعة طول موجتها 21 سنتيمتر.
حتى الآن تنتج منها أربعة قياسات غير قائمة على الانزياح الأحمر مسافة 104.275 ± 6.146 مليون فرسخ فلكي (أي نحو ∼340 مليون ).

## سوبرنوفا
تم اكتشاف SN 2010bi المستعر الأعظم (سوبرنوفا] في NGC 3509 في 24 مارس 2010 بواسطة Pignata وزملاؤه كجزء من CHASE - برنامج البحث عن مستعرات عظمى . كان هذا المستعر الأعظم من نوع سوبرنوفا منكفي النواة Core-collapse supernova type IIP
.

## اقرأ أيضا
- أرب 147

## روابط خارجية
- NGC 3509 على موقع ويكي سكاي: DSS2, SDSS, GALEX, IRAS, Hydrogen α, X-Ray, Astrophoto, Sky Map, Articles and images